# Felinia antecedens
Felinia antecedens är en fjärilsart som beskrevs av Walker 1857. Felinia antecedens ingår i släktet Felinia och familjen nattflyn. Inga underarter finns listade i Catalogue of Life.